# Örkény
Örkény – miasto na Węgrzech, w komitacie Pest, w powiecie Dabas. Prawa miejskie otrzymało w roku 2005. Przebiega tędy Autostrada M5.